# Wereldkampioenschap softbal 2012
Het Wereldkampioenschap softbal vrouwen 2012 was de 13e editie van dit softbaltoernooi voor landenteams dat door de Internationale Softbal Federatie (ISF) werd georganiseerd.
Het toernooi vond van 13 tot en met 22 juli plaats in Whitehorse, de hoofdplaats van Yukon, Canada. Het was voor de derde keer dat het WK softbal voor vrouwen in Canada plaatsvond. Eerder waren St. John's (1994), en Saskatoon (2002) gaststeden. Saskatoon was in 2009 eveneens gaststad voor het mannentoernooi.
Er namen zestien landenteams aan deel. In de eerste ronde werden de teams verdeeld over twee groepen en speelden een halve competitie. De groepnummers 5 tot en met 8 waren uitgeschakeld. De groepnummers 1 tot en met 4 gingen door naar de eindfase.
Het team van Japan veroverde voor de tweede keer de wereldtitel (in 1970 werd de eerste behaald) door in de finale de wereldkampioen van de zeven voorgaande edities, de Verenigde Staten, na tien innings met 2-1 te verslaan. Het Nederlands softbalteam eindigde als zesde.

## Eerste ronde
| Datum | Winnaar          | Uitslag  | Verliezer   |
| ----- | ---------------- | -------- | ----------- |
| 13/07 | Puerto Rico      | 4-2      | Tsjechië    |
| 13/07 | Verenigde Staten | 7-0      | Venezuela   |
| 13/07 | Argentinië       | 8-3      | Zuid-Afrika |
| 13/07 | China            | 3-2      | Nederland   |
| 14/07 | Venezuela        | 7-0 (5)  | Zuid-Afrika |
| 14/07 | China            | 1-0      | Puerto Rico |
| 14/07 | Nederland        | 9-0 (5)  | Argentinië  |
| 14/07 | Verenigde Staten | 10-0 (4) | Tsjechië    |
| 15/07 | Nederland        | 9-2 (6)  | Tsjechië    |
| 15/07 | Verenigde Staten | 13-0 (4) | Puerto Rico |
| 15/07 | China            | 4-0      | Zuid-Afrika |
| 15/07 | Venezuela        | 17-5 (5) | Argentinië  |
| 16/07 | Nederland        | 5-1      | Venezuela   |
| 16/07 | China            | 6-3      | Tsjechië    |
| 16/07 | Verenigde Staten | 17-0 (3) | Zuid-Afrika |
| 16/07 | Puerto Rico      | 10-2     | Argentinië  |
| 17/07 | Tsjechië         | 3-1      | Argentinië  |
| 17/07 | Puerto Rico      | 9-6      | Venezuela   |
| 17/07 | Nederland        | 13-0 (4) | Zuid-Afrika |
| 18/07 | Verenigde Staten | 13-0 (4) | China       |
| 18/07 | Zuid-Afrika      | 6-5      | Puerto Rico |
| 18/07 | China            | 1-0      | Argentinië  |
| 18/07 | Verenigde Staten | 4-0      | Nederland   |
| 18/07 | Tsjechië         | 5-2      | Venezuela   |
| 19/07 | Tsjechië         | 8-1 (5)  | Zuid-Afrika |
| 19/07 | Verenigde Staten | 14-1 (4) | Argentinië  |
| 19/07 | Nederland        | 7-1      | Puerto Rico |
| 19/07 | China            | 1-0      | Venezuela   |

| # | Land             | W | V | Beslissing * |
| - | ---------------- | - | - | ------------ |
| 1 | Verenigde Staten | 7 | 0 |              |
| 2 | China            | 6 | 1 |              |
| 3 | Nederland        | 5 | 2 |              |
| 4 | Puerto Rico      | 3 | 4 | (4-2)        |
|   |                  |   |   |              |
| 5 | Tsjechië         | 3 | 4 | (2-4)        |
| 6 | Venezuela        | 2 | 5 |              |
| 7 | Argentinië       | 1 | 6 | (8-3)        |
| 8 | Zuid-Afrika      | 1 | 6 | (3-8)        |

| Datum | Winnaar          | Uitslag  | Verliezer        |
| ----- | ---------------- | -------- | ---------------- |
| 13/07 | Nieuw-Zeeland    | 7-3      | Mexico           |
| 13/07 | Japan            | 3-1      | Australië        |
| 13/07 | Italië           | 4-0      | Groot-Brittannië |
| 13/07 | Canada           | 6-0      | Taiwan           |
| 14/07 | Australië        | 11-1 (5) | Italië           |
| 14/07 | Groot-Brittannië | 1-0      | Taiwan           |
| 14/07 | Japan            | 7-0 (5)  | Nieuw-Zeeland    |
| 14/07 | Canada           | 8-0      | Mexico           |
| 15/07 | Australië        | 10-2 (5) | Mexico           |
| 15/07 | Nieuw-Zeeland    | 3-0      | Groot-Brittannië |
| 15/07 | Taiwan           | 9-2 (6)  | Italië           |
| 15/07 | Japan            | 6-2      | Canada           |
| 16/07 | Italië           | 6-0      | Mexico           |
| 16/07 | Australië        | 5-1      | Nieuw-Zeeland    |
| 16/07 | Japan            | 1-0      | Taiwan           |
| 16/07 | Canada           | 8-1 (6)  | Groot-Brittannië |
| 17/07 | Canada           | 12-1 (5) | Nieuw-Zeeland    |
| 17/07 | Groot-Brittannië | 10-0 (4) | Mexico           |
| 17/07 | Australië        | 6-0      | Taiwan           |
| 18/07 | Japan            | 6-3      | Italië           |
| 18/07 | Taiwan           | 8-0 (5)  | Mexico           |
| 18/07 | Japan            | 7-0 (5)  | Groot-Brittannië |
| 18/07 | Italië           | 6-5      | Nieuw-Zeeland    |
| 18/07 | Canada           | 2-0      | Australië        |
| 19/07 | Taiwan           | 2-1      | Nieuw-Zeeland    |
| 19/07 | Australië        | 8-0 (5)  | Groot-Brittannië |
| 19/07 | Japan            | 9-0 (5)  | Mexico           |
| 19/07 | Canada           | 8-0 (5)  | Italië           |

| # | Land             | W | V | Beslissing * |
| - | ---------------- | - | - | ------------ |
| 1 | Japan            | 7 | 0 |              |
| 2 | Canada           | 6 | 1 |              |
| 3 | Australië        | 5 | 2 |              |
| 4 | Taiwan           | 3 | 4 | (9-2)        |
|   |                  |   |   |              |
| 5 | Italië           | 3 | 4 | (2-9)        |
| 6 | Nieuw-Zeeland    | 2 | 5 | (3-0)        |
| 7 | Groot-Brittannië | 2 | 5 | (0-3)        |
| 8 | Mexico           | 0 | 7 |              |

* Beslissing op basis van: 1) onderlinge resultaten, 2) runs tegen, 3) onderling resultaat

## Plaatsingwedstrijden
| Programma | Programma | Programma        | Wedstrijden      | Wedstrijden | Wedstrijden      | Info                  |
| Datum     | #         | Duel             | Winnaar          | Uitslag     | Verliezer        | Info                  |
| --------- | --------- | ---------------- | ---------------- | ----------- | ---------------- | --------------------- |
| 20/07     | 001       | A3 - B4          | Nederland        | 4-3         | Taiwan           | Taiwan 7e plaats      |
| 20/07     | 002       | B3 - A4          | Australië        | 12-0 (4)    | Puerto Rico      | Puerto Rico 7e plaats |
| 20/07     | 003       | A1 - B2          | Verenigde Staten | 4-2         | Canada           |                       |
| 20/07     | 004       | B1 - A2          | Japan            | 1-0         | China            |                       |
| 21/07     | 005       | verl. 3 - win. 1 | Canada           | 4-0         | Nederland        | Nederland 6e plaats   |
| 21/07     | 006       | win. 2 - verl. 4 | Australië        | 5-4 (8)     | China            | China 5e plaats       |
| 21/07     | 007       | win. 3 - win. 4  | Verenigde Staten | 3-1 (8)     | Japan            |                       |
| 21/07     | 008       | win. 6 - win. 5  | Australië        | 3-1         | Canada           | Canada 4e plaats      |
| 22/07     | 009       | verl. 7 - win. 8 | Japan            | 2-0         | Australië        | Australië 3e plaats   |
| 22/07     | Finale    | win. 9 - win. 7  | Japan            | 2-1 (10)    | Verenigde Staten |                       |

## Selectie Nederlands softbalteam
De selectie van het Nederlands softbalteam bestond uit zeventien vrouwen.
| Positie                        | Speelster            | geb.datum  | Club                 |
| ------------------------------ | -------------------- | ---------- | -------------------- |
| Werpers                        | Dagmar Bloeming      | 13-10-1987 | Sparks Haarlem       |
| Werpers                        | Femke van Dusschoten | 10-10-1986 | Alcmaria Victrix     |
| Werpers                        | Lindsey Meadows      | 15-12-1982 | Bollate BC (Bollate) |
| Werpers                        | Rebecca Soumeru      | 22-12-1981 | Sparks Haarlem       |
| Achtervangers                  | Anne Blaauwgeers     | 16-12-1988 | Alcmaria Victrix     |
| Achtervangers                  | Nathalie Timmermans  | 21-07-1989 | Sparks Haarlem       |
| Achtervangers                  | Karin Tuk            | 28-08-1988 | Sparks Haarlem       |
| Honkspeelsters (Binnenvelders) | Virgine Annevels     | 06-07-1989 | Sparks Haarlem       |
| Honkspeelsters (Binnenvelders) | Petra van Heijst     | 31-12-1984 | Tex Town Tigers      |
| Honkspeelsters (Binnenvelders) | Chantal Versluis     | 04-01-988  | Sparks Haarlem       |
| Honkspeelsters (Binnenvelders) | Britt Vonk           | 11-04-1991 | Alcmaria Victrix     |
| Honkspeelsters (Binnenvelders) | Meike Witteveen      | 15-02-1988 | SV Terrasvogels      |
| Buitenvelders                  | Nathalie Gosewehr    | 24-10-1989 | Sparks Haarlem       |
| Buitenvelders                  | Saskia Kosterink     | 13-08-1984 | Bollate BC           |
| Buitenvelders                  | Merel Oosterveld     | 16-01-1987 | Tex Town Tigers      |
| Buitenvelders                  | Yonina Sint Jago     | 23-06-1984 | HSV Gryphons         |
| Buitenvelders                  | Areke Spel           | 29-07-1986 | Sparks Haarlem       |